# 트로이 방패 작전

트로이 방패 작전(Operation Trojan Shield)은 아이언사이드 작전(Operation Ironside)의 일부로서, 2018년부터 2021년까지 여러 국가의 법집행기관이 협력하여 수행한 작전이다. 이는 보안이 강화된 것으로 알려진 스마트폰 기반 사유 메시징 앱 ANOM을 통해 전송된 수백만 개의 메시지를 가로채는 스팅 작전이었다. ANOM 서비스는 범죄자들이 널리 사용했지만 보안 통신을 제공하는 대신 실제로는 미국 연방수사국(FBI)과 오스트레일리아 연방 경찰(AFP)이 은밀하게 배포한 트로이 목마였으며, 이를 통해 모든 통신을 모니터링할 수 있었다. 전 세계의 다른 법 집행 기관과 협력하여 이 작전을 통해 16개국에서 범죄 활동에 연루된 것으로 알려진 800명 이상의 용의자가 체포되었다. 체포된 사람 중에는 호주에 기반을 둔 이탈리아 마피아, 알바니아 조직 범죄, 불법 오토바이 클럽, 마약 조직 및 기타 조직 범죄 집단의 구성원으로 추정되는 사람들이 있었다.

## 같이 보기
- 인크로챗